# Île Española
Ne doit pas être confondu avec Hispaniola.
L'île Española, en espagnol Isla Española, aussi appelée île Hood, est une île inhabitée d'Équateur située dans l'archipel des Galápagos.
L'île est située dans le Sud-Est des Galápagos dont elle constitue l'île la plus méridionale. Elle abrite les plus importantes colonies d'oiseaux marins de l'archipel tels que les albatros des Galapagos.
De nombreux touristes visitent l'île qui, malgré l'affluence, bénéficie d'une protection de ses écosystèmes. Ses eaux constituent des sites de plongée sous-marine.

## Toponymie
Le nom de cette île ne nécessite pas vraiment d'explication, l'Espagne étant à l'origine de la découverte des Amériques.
L'ancien nom Hood lui fut donné, en l'honneur du Lord amiral anglais Samuel Hood, par l'officier de marine anglais James Colnett en 1798, à l'occasion de son voyage le conduisant jusqu'aux îles Galápagos.

## Géographie

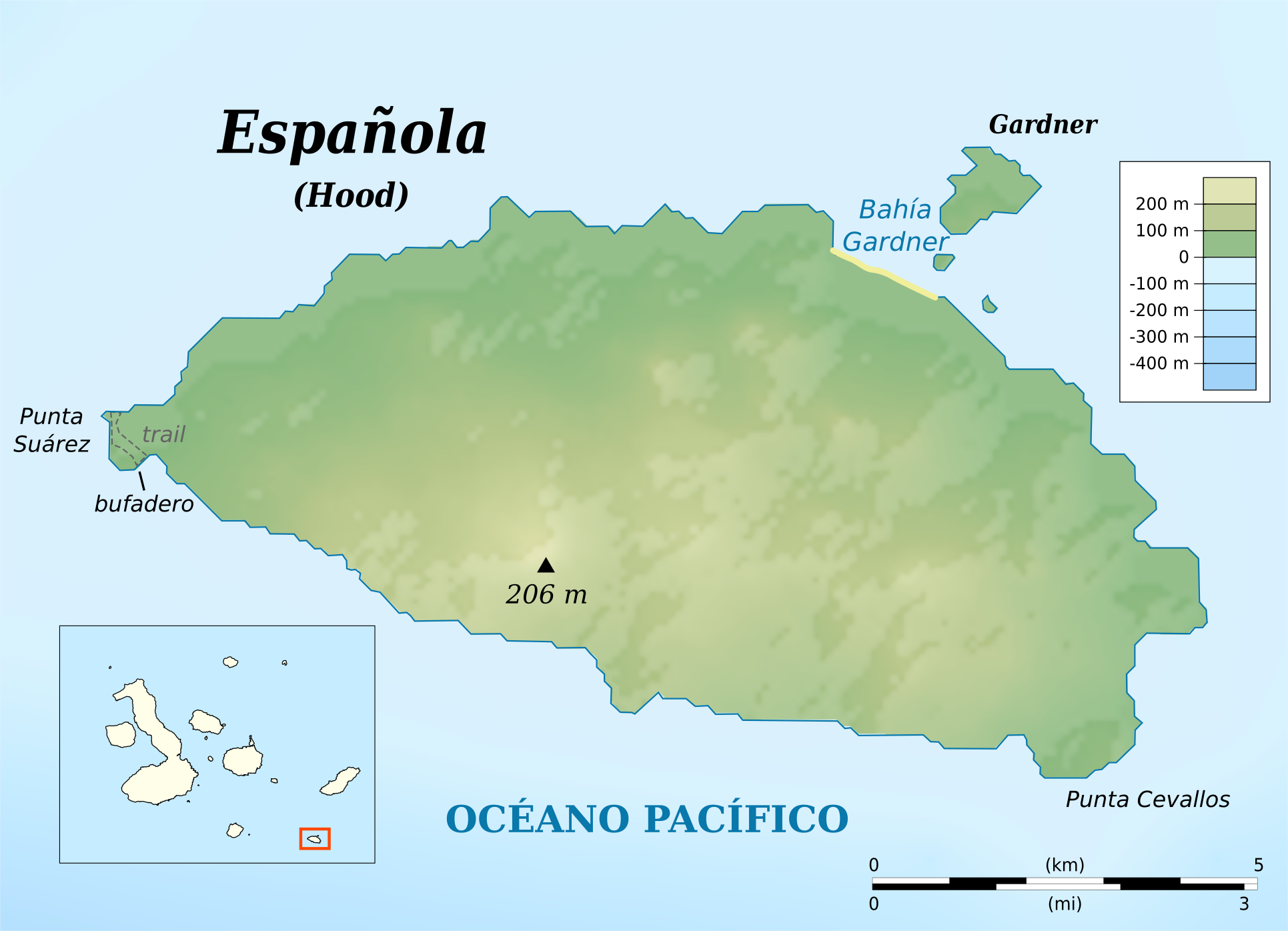
Carte topographique d'Española.